# Bothriomyrmex
Bothriomyrmex este un gen de furnici din subfamilia Dolichoderinae.

## Distribuție și habitat
Genul este distribuit pe scară largă în Lumea Veche și în Australia, unde se găsește cuibărit într-o gamă largă de habitate (inclusiv pășuni, savană păduri, păduri mallee și păduri umede) din  zone de câmpie. Cuibăresc în pământ sau în lemn putred.

## Specii
- Bothriomyrmex anastasiae Dubovikov, 2002
- Bothriomyrmex atlantis Forel, 1894
- Bothriomyrmex breviceps Santschi, 1919
- Bothriomyrmex communistus Santschi, 1919
- Bothriomyrmex corsicus Santschi, 1923
- Bothriomyrmex costae Emery, 1869
- Bothriomyrmex crosi Santschi, 1919
- Bothriomyrmex cuculus Santschi, 1919
- Bothriomyrmex decapitans Santschi, 1911
- Bothriomyrmex emarginatus Santschi, 1919
- Bothriomyrmex jannonei Menozzi, 1936
- Bothriomyrmex kusnezovi Emery, 1925
- Bothriomyrmex laticeps Emery, 1925
- Bothriomyrmex meridionalis (Roger, 1863)
- Bothriomyrmex modestus Radchenko, 1985
- Bothriomyrmex paradoxus Dubovikoff & Longino, 2004
- Bothriomyrmex pubens Santschi, 1919
- Bothriomyrmex regicidus Santschi, 1919
- Bothriomyrmex salsurae Donisthorpe, 1944
- Bothriomyrmex saundersi Santschi, 1922
- Bothriomyrmex syrius Forel, 1910
- Bothriomyrmex turcomenicus Emery, 1925
- Bothriomyrmex urartus Dubovikov, 2002